# Джентльмены, удачи!
«Джентльме́ны, уда́чи!» — российский полнометражный комедийный художественный фильм 2012 года режиссёров Александра Баранова и Дмитрия Киселёва. Является ремейком советского фильма «Джентльмены удачи» (1971).
Выход в широкий прокат в России состоялся 27 декабря 2012 года (количество копий — 1400).

## Сюжет
По сюжету фильма молодой аниматор детского центра Алексей Трёшкин - инфантильный и жизнерадостный хипстер, оказывается двойником вызывающего, дерзкого, жестокого, опаснейшего вора-рецидивиста и убийцы Семёна Измайлова по кличке "Смайлик" (так его прозвали за привычку широко улыбаться своей жертве перед тем, как ее убить).
Смайлик и двое его сообщников похищают из музея Санкт-Петербурга национальный символ Казахстана — Доспех Золотого Воина, и увозят его на полицейской машине из музея в неизвестном направлении. Лейтенант полиции Ирина Владимировна Славина ловит Алексея Трёшкина и «современными» полицейскими методами заставляет его активно помочь следствию. Выбора нет: иначе Алексей Трёшкин сядет в тюрьму как настоящий преступник, пока не арестуют настоящего Смайлика. Так Алексей Трёшкин оказывается в Египте, где сидят двое сообщников Смайлика: молодой мелкий воришка-оптимист Антон Мухин по кличке "Муха" и матёрый мрачный Игорь Шатунов по кличке "Шатун". Начинается безумная череда приключений — побег из тюрьмы под прикрытием песчаной бури, гонки на грузовиках, переодевание в паранджи.
Пытаясь выкрутиться из создавшейся ситуации, Алексей Трёшкин неожиданно понимает, что он из безответственного слабака превращается в человека, от которого зависит свобода и жизнь других людей. Но, когда реальный Смайлик выходит на сцену, Алексею Трёшкину придётся решиться на настоящий подвиг, чтобы в этот Новый год спасти и себя, и Ирину Славину, и своих трёх новых друзей.
А главное — найти настоящую любовь.

## В ролях
— главная роль
| Актёр                  | Роль |
| ---------------------- | --- |
| Сергей Безруков        | Алексей Трёшкин, аниматор детского центра / Семён Измайлов («Смайлик»), бандит                             |
| Гоша Куценко           | Игорь Шатунов («Шатун»), вор                                                                               |
| Антон Богданов         | Антон Мухин («Муха»), вор                                                                                  |
| Марина Петренко        | Ирина Владимировна Славина, лейтенант полиции                                                              |
| Дато Бахтадзе          | Джафар |
| Валентин Смирнитский   | Владимир Николаевич Славин, генерал-майор полиции, начальник ГУВД Санкт-Петербурга и Ленинградской области |
| Толепберген Байсакалов | Касымбетов, профессор археологии                                                                           |
| Ольга Медынич          | Алина |
| Иван Ивашкин           | «Хот дог», аниматор, любовник невесты Алексея Трёшкина                                                     |
| Константин Мурзенко    | «Клешня», вор, работающий на заводе                                                                        |
| Гоша Баранов           | Фёдор, мальчик, друг Алексея Трёшкина                                                                      |
| Ёлка                   | камео, звезда на корпоративе                                                                               |
| Владимир Чагин         | камео, гонщик ралли «Дакар»                                                                                |
| Максим Лагашкин        | администратор ТЦ, эпизод                                                                                   |

## Съёмочная группа
- Авторы сценария:
  - Александр Баранов
  - Михаил Зубко
  - Владимир Нагорный
  - Слава Сэ
- Режиссёры-постановщики:
  - Александр Баранов
  - Дмитрий Киселёв
- Композитор: Юрий Потеенко
- Авторские песни:

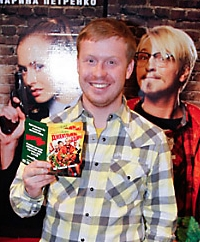
Актёр Антон Богданов на премьере комедии «Джентльмены, удачи!»

  - Женя Любич (песни «Метелица» и «Gentlemen of Fortune»)
  - Вася Обломов (главная музыкальная тема и несколько песен)
  - Ёлка
- Оператор-постановщик: Рамунас Грейчюс
- Художник-постановщик: Елена Жукова
- Художники по костюмам: Екатерина Химичева
- Продюсеры:
  - Тимур Бекмамбетов
  - Ива Стромилова
  - Михаил Зубко

## Создание фильма
Несмотря на то, что события фильма разворачиваются зимой, он снимался в Санкт-Петербурге летом. Сцены, действия которых по сюжету происходят в Египте, снимались в Израиле из-за нестабильной ситуации в Египте. В титрах указаны песни и их авторы, кроме названия инструментальной классической музыки и её композитора.

## Отзывы и оценки
Фильм получил неоднозначные отзывы в российской прессе. Преобладали отрицательные оценки (например в изданиях «Афиша», «Комсомольская правда», «Итоги») и нейтрально-скептические («Фильм.ру», «КоммерсантЪ»). Однако обозреватели сайта Кино Mail.Ru оценили фильм очень положительно.

«Конечно, это нормальный коммерческий способ воспользоваться хорошо смазанным паровозом, который стоит на запасном пути, чтобы дать старт сегодняшнему сюжету, — надо же как-то отбивать 270 миллионов рублей бюджета. Но приходится признать, что старый паровоз по-прежнему ездит лучше <…> Если что и запоминается в новых „Джентльменах“, так это картинки — как беглецы пытаются заработать на пляже в облике персонажей „Аватара“, „Шрека“ и „Пиратов Карибского моря“ или когда они переходят границу под видом гарема. По слухам, некоторые из них придуманы от отчаяния самим Безруковым, которому теперь жить с этими ролями в фильмографии».— Ирина Любарская

«Обновлённых „Джентльменов“ в звательном падеже режиссировали Александр Баранов и Дмитрий Киселёв, которые уже работали над бекмамбетовскими первыми и вторыми „Ёлками“ (а возможно, поработают и над третьими), но в отличие от „ёловой“ франшизы, использующей оригинальную драматургическую идею, осовремененные „Джентльмены“ представляют характерный пример кинематографического „рециклинга наоборот“ — когда при переработке старого, но цельного и кондиционного продукта на выходе получается не что-то качественно новое и более соответствующее меняющимся зрительским потребностям, а скорее аккуратная кучка утильсырья, в которой нужно порыться, чтобы найти что-то относительно годное к употреблению».— Лидия Маслова

«Снятый с холодным сердцем и живым мозгом ремейк „Джентльменов“ удручает, впрочем, даже не своим роботизированным, предельно рассудочным и рациональным „юмором“. Некогда живая народная комедия автоматически перелицовывается (певица Ёлка вместо Ларисы Мондрус, Египет вместо утраченной Средней Азии, крашеная жалкость вместо педагога с боевыми орденами), предъявляя все напасти современного российского кино: мертворождённые сценарии, отсутствие звёзд и вечный мискаст. Бог с ним, с Гошей Куценко, который отчаянно пытается сгорбиться до габаритов Вицина. Но вот Сергей Безруков — чем он хуже Леонова, кроме того, что не толст и не смешон? Тем, что он Протей, человек без свойств, актёр-универсал, с одинаковой готовностью играющий и бандитов, и поэтов, и Христа. Кому интересно смотреть, как он снова превращается в Сашу Белого и ботает по выдуманной фене?».— Василий Корецкий

«Название не обманывает: перед нами — вольная переделка советского кинохита начала 70-х. Переснимать слово в слово не стали, придумали немало нового. Получилось весьма бодро, по-детски забавно и вообще куда приличнее, чем можно было бы предположить, увидев трейлер. (Со смеху, впрочем, в полном зале никто не покатывался. За исключением одного парня, который хохотал без остановки.) Единственное по-настоящему неприятное в «Джентльменах» — это исполняющий главную роль Сергей Безруков, похожий здесь на усатую версию Эвелины Хромченко и часто переходящий грань между игрой и откровенными кривляньями. Стоит Сергею появиться, и его сразу становится слишком много.».— Милослав Чемоданов

«В этом и есть стратегический смысл: Безруков, надо отдать ему должное, продолжает последовательно дистанцироваться от главного антигероя своей карьеры.

Ещё одно нововведение – любовный интерес: спланировавшего операцию следователя теперь играет Марина Петренко. А действие, чтобы не омрачать новогодние чувства россиян и добавить немного солнца, перенесено из российской тюрьмы в египетскую. И артефакт в центре сюжета на этот раз не древнегреческий, а казахский: мудрый продюсер Бекмамбетов продолжает монтировать в каждый свой фильм 25-й кадр с призывом дружить народами и уважать соседние культуры. Запуская «Джентльменов, удачи!», Бекмамбетов и его команда явно набрали в лёгкие побольше воздуха и приготовились к критике по линии «руки прочь от советских святынь – вы оскорбляете чувства верующих – хватит кормить Безрукова».».— Егор Москвитин

«Бекмамбетовским персонажам предстоит совершить многое. Они побывают на берегу Нила (имеют ли представленные в кадре пустыри хотя бы отдалённое отношение к загранице, пусть останется на совести авторов), поучаствуют в песчаном ралли вместе со знаменитым гонщиком Владимиром Чагиным, будут с тоской вглядываться в питерские девятиэтажки, но так и не станут настоящими героями полноценного фильма. Как и в «Ёлках», приключения Безрукова и сотоварищей оставляют ощущение голубого огонька с поправкой на то, что, по идее, перед нами должен был оказаться не праздничный салат из анекдотов, а цельная история. Конечно, если покопаться, здесь тоже можно отыскать немного человеческого. Трешкин будет трогательно заниматься аэробикой перед телевизором, а увенчанный рогами начнёт скулить, что сам довёл сожительницу до измены. Имеется и довольно симпатичная кульминация, где Безруковы, как два терминатора, выяснят отношения на каком-то сталеплавильном заводе.».— Павел Прядкин

«Авторы «Джентльменов», по крайней мере поначалу, верно шагают за оригиналом в смысле последовательности сцен (и даже в деталях - там, где Леонов в камере топчет шахматную доску, Безруков разносит шашечную). Но впечатление - совсем другое. Ни разу не звучит знаменитая музыкальная тема Геннадия Гладкова. Герои не пытаются быть похожими на четвёрку из знаменитого фильма. Большинство ушедших в народ фраз либо выброшены, либо сильно изменены. Вместо них - другие, и зачастую удачные («Вы кто?» - «Дворник». - «Убирайтесь, слышите?»). Имеются песчаная буря в Египте, авторалли, крокодил, сталеплавильный завод, пляски, певица Ёлка. Скрытая реклама против ожиданий не сильно бросается в глаза (если не считать назойливого упоминания одной авиакомпании и одного ресторана быстрого питания. Последний, кстати, отплатит сторицей; скоро вы замучаетесь смотреть по телевизору рекламный ролик про салат и острые крылышки, на который любуется Куценко в образе жулика). Но в общем и целом не побрезгуйте. Честно: лучше, чем можно было ожидать. Поверьте, мне за эту оценку не заплатили. И даже в кадре я там ни разу не появляюсь.».— Денис Корсаков

## Примечания

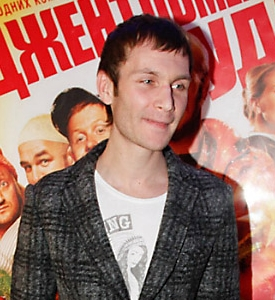
Актёр Николай Наумов на премьере комедии «Джентльмены, удачи!»